# 藤原仲麻吕之乱
藤原仲麻吕之乱 （日语：／／）是日本奈良时代 (764年）藤原仲麻呂发动的一场叛乱，也被称为“惠美押胜之乱”（日语：／／） 。动乱原因是藤原仲麻呂与孝謙上皇、道镜的政争，藤原仲麻呂试图以武力夺取政权但最终失败。

## 背景
藤原仲麻呂由于得到姑姑光明皇后的信任逐渐掌权，被任命为大纳言、紫微中台、中卫大将，孝謙天皇即位后，光明皇后成为皇太后，继续掌握权威。天平胜宝年间仲麻呂将儿子藤原真从的遗孀粟田諸姊嫁予大炊王，并将大炊王拥立为皇太子，即日后的淳仁天皇。 758年8月，淳仁天皇即位，仲麻呂被任命为右大臣，并赐名惠美押胜，760年1月更进一步晋升为太政大臣，是養老律令施行後的第一位太政大臣。
之后押胜提拔自己的子女和亲戚，并让他们担任要职，以增强自己的权力，但随着760年六月光明皇太后的去世，他的权力开始衰落。两年后担任押胜和孝謙之间调解人的押胜之妻藤原袁比良去世，对押胜又是一个巨大的打击。大约在同一时间，退位的孝謙上皇开始亲近道镜，押胜试图通过淳仁天皇劝谏孝謙上皇远离道镜，但这引起了孝謙的愤怒。 762年6月，孝謙出家为尼，并表示：“天皇应该执行惯例仪式和其他小事。国家大事与赏罚由我来处理。”夺取了淳仁天皇的权力。孝謙对道镜的信任逐渐加深，相对地她开始打压淳仁和押胜， 763年9月，孝謙进一步任命道镜为僧官--少僧都。
764年6月，押胜的女婿，掌管授刀衛的藤原御楯突然去世，导致押胜掌握的军事力量大受打击，孝謙上皇一方重新掌握了授刀衛，成为之后动乱中上皇軍的主力。

## 叛乱计划
由于态势不利押胜愈发焦躁，因此试图以武力对抗孝謙上皇与道镜，764年9月押胜被任命为新设的「都督四畿内三关近江丹波播磨等国兵事使」。规定要从各国召集20名士兵到平城京进行训练，押胜决定趁此机会动员600名士兵，他指示大外記高丘比良麻呂召集军队，打算在京城集结兵力，以武力接管政权。同时押胜还与船亲王、池田親王合作。
不过也有一说，押胜的目的很可能是为了“自卫”，他本来无意谋划叛乱或夺权，只是下令小幅增加士兵数量以“自卫”。但在收到押胜指令的高丘比良麻呂担心后果，将押胜的计划告知了孝謙，另外和气王以及受押胜信赖的陰陽師大津大浦也向孝謙密告押胜的计划。

## 战乱经过

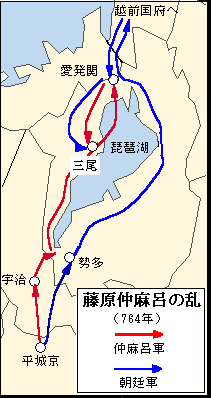
藤原仲麻呂之乱的形勢圖

9月11日获得多起密告的孝谦命少納言山村王前往淳仁天皇所在地收回天皇发布命令需要的御璽和驿铃 (一说淳仁天皇当时被幽禁)，得知此事的押胜派儿子藤原訓儒麻呂袭击山村王，却被孝谦派遣的授刀少尉坂上苅田麻呂射杀，紧接着押胜手下重臣矢田部老也被授刀舍人纪船守杀死。随后孝谦宣布剥夺押胜一族的官位、氏姓、财产，并封闭近畿附近的三关--鈴鹿關、愛發關和不破關。当晚押胜一族从平城京逃出前往宇治，并计划前往押胜担任国司的近江国国衙所在地大津，动员東山道、北陸道兵士。另一方面孝谦则派遣高龄70岁、曾任遣唐使的吉備真備誅伐押胜，预测到押胜行动的吉備派人烧毁勢多橋 (濑田唐桥)，阻断東山道。
東山道被阻断后，押胜决定转往儿子藤原辛加知所在的越前国，押胜沿琵琶湖西岸北上，同时因淳仁天皇被孝谦控制，而拥立中納言冰上鹽燒 (盐烧王)为「今帝」，以太政官印号令諸国。
孝谦承諾對殺死押胜的人給予豐厚的獎勵，通知北陸道不要相信帶有太政官印的文件，並派人杀死越前守藤原辛加知。同时授刀舍人物部广成在爱发关击退押胜的军队，还不知道辛加知已经被杀的押胜决定渡过琵琶湖，但是因为逆风失败，随后押胜再次攻打爱发关也失败，押胜被迫南下三尾 (现滋贺县高島市)坚守该城。
9月18日備前守藤原藏下麻呂增援孝谦军，并最终击败押胜，押胜及其全家被满门抄斩 (除了自幼习佛的六子藤原刷雄)，冰上鹽燒也在乱战中被杀。

## 乱後
乱後押胜一方的势力被一扫而空，淳仁天皇被废位并流放於淡路國，押胜一方的皇族被臣籍降下并流放。获胜的孝谦再次登基成为稱德天皇，并开始稱德天皇与道镜掌权的时代。稱德为了悼念牺牲者、鎮護国家制作了百萬塔陀羅尼。

### 文献
- 角田文衛 「恵美押勝の乱」 『律令国家の展開』 塙書房、1965年。
- 北山茂夫 「藤原恵美押勝の乱」 『日本古代政治史の研究』 岩波書店、1959年。
- 木本好信 「恵美押勝の乱」 『万葉時代の人びとと政争』 おうふう、2008年。
- 木本好信 「私の仲麻呂像 －反逆者像の払拭と政治観－」『奈良平安時代史の諸問題』和泉書房、2021年。
- 中西康裕 「恵美仲麻呂の乱」 『続日本紀と奈良朝の政変』 吉川弘文館、2002年。
- 松尾光 「藤原仲麻呂の乱」 『天平の政治と争乱』 笠間書院、1995年。
- 宇治谷孟 『続日本紀 全現代語訳』中巻 講談社〈講談社学術文庫〉、1992年。
- 岸俊男 『藤原仲麻呂』 吉川弘文館、1969年。
- 木本好信 『藤原仲麻呂』 ミネルヴァ書房、2011年。